# Emily Spörck
Anna Susanna Gunilla Emilia ”Emily” Emily Spörck även stavad Spörk och Spork, född von Vegesack 27 mars 1825 på Hallute gård i Närs socken på Gotland, död 19 februari 1904 i Chicago Illinois, var en svensk läkare och kvinnopionjär. Spörck blev den andra svenska kvinnan att få läkarlegitimation.

## Biografi
Emily Spörck föddes 1825 som tredje barn till familjen Eberhard Ferdinand Emil von Vegesack (1794–1850) och dennes hustru Ulrika Christina Sofia Lythberg (1799–1872). Hennes farfar var Eberhard Ernst Gotthard von Vegesack.
1833 började hon på Molanders skola i Visby. Senare träffade hon sin blivande make, den norske sjömannen Peter Bruno Spörck. 9 januari 1856 gifte hon sig med Spörck. Senare samma år lämnade hon och maken Visby för att bosätta sig i Bergen. Senare återvände hon till Sverige på grund av sjukdom som hon gick i behandling på Hartelii gymnastiska institut i Stockholm, där hon sedan studerade till sjukgymnast. Hon återvände därefter till Bergen där hon arbetade som sjukgymnast i några år. Maken slutade som sjöman och flyttade till Ålesund för att börja med affärsverksamhet. Affärerna gick dåligt och han flyttade till USA för att där pröva affärslyckan; senare följde Emily Spörck efter och paret flyttade till Chicago. Maken dog 1869.
1871 började hon studera medicin vid Hahnemann Medical College i Chicago och den 25 mars 1873 tog hon läkarexamen och blev därmed den andra svenska kvinnan att ta läkarexamen (kort efter Charlotte Yhlen som erhöll legitimation den 12 mars). Den första kvinna som blev legitimerad läkare i Sverige var dock Karolina Widerström. Emily Spörck öppnade sedan praktik i West-Superior i Michigan där hon praktiserade inom barn- och kvinnosjukvård. Hon föreläste även för barnmorskor vid Chicago School of Midwifery.
Emily Spörck blev senare medlem i nykterhetsorganisationen Woman's Christian Temperance Union och flera lokala medicinska föreningar. 1888 drog hon sig tillbaka från yrkeslivet. 1901 besökte hon Sverige för att träffa sin äldre bror; under vistelsen gav hon även en intervju för tidningen Idun. Hon återvände till USA i augusti samma år. 
Emily Spörck drabbades av sjukdom i januari 1904 och dog den 19 februari i Chicago.